# Zephaniah Swift
Zephaniah Swift (* 27. Februar 1759 in Wareham, Plymouth County, Massachusetts Bay Colony; † 27. September 1823 in Warren, Ohio) war ein US-amerikanischer Politiker. Zwischen 1793 und 1797 vertrat er den Bundesstaat Connecticut im US-Repräsentantenhaus.

## Werdegang
Noch während seiner Kindheit kam Zephaniah Swift mit seinen Eltern nach Lebanon im New London County in Connecticut. Dort besuchte er die öffentlichen Schulen. Danach studierte er bis 1778 am Yale College. Nach einem anschließenden Jurastudium und seiner Zulassung als Rechtsanwalt begann er in Windham in seinem neuen Beruf zu praktizieren.
Swift war ein Anhänger der Regierung von Präsident George Washington und dessen Finanzminister Alexander Hamilton. Er wurde Ende der 1790er Jahre Mitglied der von Hamilton gegründeten Föderalistischen Partei. Zwischen 1787 und 1793 saß Swift als Abgeordneter im Repräsentantenhaus von Connecticut; im Jahr 1792 war er dessen Präsident. Bei den Kongresswahlen des Jahres 1792, die in Connecticut staatsweit abgehalten wurden, wurde er für den neu geschaffenen sechsten Abgeordnetensitz seines Staates in das US-Repräsentantenhaus gewählt. Nach einer Wiederwahl im Jahr 1794 konnte er bis zum 3. März 1797 im Kongress verbleiben.
Nach dem Ende seiner Zeit im US-Repräsentantenhaus arbeitete Swift zunächst wieder als Anwalt. Außerdem betätigte er sich als Autor einiger juristischer Abhandlungen. Im Jahr 1800 war er Sekretär bei der französischen Gesandtschaft; 1801 wurde er Richter am Connecticut Supreme Court. Zwischen 1806 und 1819 führte er als Chief Justice dessen Vorsitz. 1814 war er Delegierter auf einer Konferenz in Hartford, auf der die Neuenglandstaaten über einen möglichen Austritt aus der Union berieten. Damit sollte ihre Opposition gegen den Britisch-Amerikanischen Krieg von 1812 deutlich gemacht werden. Swift unterstützte die Austrittsbewegung, die aber keine Mehrheit fand.  Zwischen 1820 und 1822 war Swift noch einmal Abgeordneter im Staatsparlament. Er starb am 27. September 1827 während eines Besuches in Warren (Ohio).